# Herbert Chitepo
Herbert Wiltshire Tapfumaneyi Chitepo (* 15. Juni 1923 bei Nyanga; † 18. März 1975 im Township Chilenje) war ein prominenter Rechtsanwalt, der mit Ndabaningi Sithole die Zimbabwe African National Union gründete. Er war ein militanter Führer des rhodesischen Guerillakrieges und Gegenspieler des Premierministers Ian Smith von Rhodesien. Chitepo wurde in Sambia mit einem Bombenanschlag in seinem Auto getötet, der zunächst der rhodesischen Regierung angelastet wurde, später jedoch zunehmend einigen Gegnern in der ZANU.

## Die frühen Jahre
Chitepo wurde in einem Dorf des Inyanga-Distriktes in Südrhodesien, dem heutigen Simbabwe, geboren. Seine Familie gehörte zum Manyika-Clan des Shona-Stammes.

## Bildung
Er besuchte die Schulen der St.-David-Mission in Bonda, dann die St.-Augustine-Schule in Penhalonga und wechselte an das Adam’s College in Natal in Südafrika, an dem er 1945 das Lehrerexamen ablegte.
Nach einigen Jahren des Unterrichtens nahm er seine Studien am Fort Hare University College in Südafrika erneut auf, wo er zwischen 1947 und 1949 studierte und einen Bachelor-Abschluss erwarb. Er qualifizierte sich weiter zum Rechtsanwalt (Barrister-at-law), während er in London als Assistent an der School of Oriental and African Studies sein Geld verdiente. Seine Rechtsstudien absolvierte Chitepo am King’s College London und am Inns of Court.
Er war der erste Schwarze in Rhodesien, der ausgebildeter Anwalt war. Nach seiner Rückkehr nach Rhodesien 1954 praktizierte er als Rechtsanwalt und verteidigte viele schwarze Nationalisten. 1961 wurde er Rechtsberater von Joshua Nkomo, dem Gründer der Zimbabwe African People’s Union (ZAPU) bei der südrhodesischen Verfassungskonferenz in London. Die Regierung von Ian Smith verzichtet nur deshalb auf seine Inhaftierung, weil er nicht offen als Offizieller der Nationalbewegung auftrat und er als Anwalt mit internationaler Bekanntheit zu prominent war, um einfach so zu verschwinden.

## Die Jahre in der ZANU
Im Mai 1962 wurde die ZAPU wegen ihrer Militanz verboten und Chitepo überredet, freiwillig in das Exil zu gehen, um einer Inhaftierung zu entgehen. Er wurde Tanganjikas erster afrikanischer Staatsanwalt. Die Fraktionen von Ndabaningi Sithole und Joshua Nkomo trennten sich Juli 1963 nach Stämmen. Nkomos Gefolgschaft gründete die PPC-ZAPU, die sich später wieder ZAPU nannte, und befürwortete eine militärische Lösung. Chitepo blieb bei der moderaten Fraktion von Sithole und wurde Vorsitzender der ZANU von ihrer Gründung an. Er blieb in dieser Position bis zum 7. Dezember 1974, als der Lusaka-Vertrag unterzeichnet wurde.
Beide Parteien strebten fortan die Vorherrschaft an. 1964 wurden beide verboten und ihrer Führer verhaftet. Beide Parteien verließen das Land, reorganisierten sich außerhalb Rhodesiens und gründeten dort bewaffnete Einheiten. ZAPU ging nach Sambia und rief dort die Zimbabwean Peoples Revolutionary Army (ZIPRA) ins Leben. Sie kooperierte mit der Sowjetunion und verfügte bald über eine Einheit von hochtrainierten Soldaten. ZANU wiederum ging nach Tansania und gründete dort die Zimbabwean African Liberation Army (ZANLA), die sich mehr darauf konzentrierte, die Massen auf dem Lande zu mobilisieren, eine Methode, die von den Chinesen bevorzugt wurde.
Im Januar 1966 legte Chitepo sein Amt als Staatsanwalt nieder und ging nach Sambia, um den bewaffneten Kampf zu unterstützen. Er reiste durch die Hauptstädte der Welt, um Unterstützung für ZANU und eine Verschärfung der Sanktionen gegen Rhodesien zu erlangen. Mit seiner einnehmenden Art gelang es ihm, der ZANU internationale Anerkennung und Respekt zu verschaffen.
Sithole und andere bereiteten Beschlüsse vor, die Chitepo zur Führung der ZANU ermächtigen sollten. Sithole war inhaftiert und autorisierte ihn zum bewaffneten Kampf. Dementsprechend plante und organisierte Chitepo den Guerillakrieg und andere Untergrundaktivitäten in Rhodesien von 1966 an. Ab 1972 koordinierte er die kriegerischen Einsätze gemeinsam mit der FRELIMO und eröffnete eine Nordostfront in Simbabwe, die neu und effektiver war als alles Bisherige.

## Das Attentat
Am 18. März 1975 morgens um 8:05 Uhr fiel Chitepo in Lusaka in Sambia einem Attentat zum Opfer, als er aus der Ausfahrt seines Hauses fuhr. Eine Bombe war in der Nacht zuvor unter seinem Volkswagen-Käfer platziert worden, die ihn und seinen Fahrer Sikas Shamiso auf der Stelle tötete. Die Bombe entwurzelte noch einen Baum auf den Nachbargrundstück und ein Kind erlag Stunden später seinen Verletzungen. Chitepo hinterließ eine Frau, vier Töchter und zwei Söhne. ZANU machte sofort die rhodesische Regierung für das Attentat verantwortlich.
Der Präsident von Sambia, Kenneth Kaunda, ordnete sofort eine Untersuchung des Todes von Chitepo an. Dokumente mit den Ergebnissen, die 2001 publiziert wurden, machten Flügelkämpfe in der ZANU für seinen Tod verantwortlich. Der Bericht der internationalen Spezialkommission zum Tod von Herbert Wiltshire Chitepo, die von der sambischen Regierung 1976 eingesetzt worden war, gibt als Verantwortlichen für den Mord an: der frühere ZANLA-Kommandant Josiah Tongogara, den gegenwärtigen Bauminister Simbabwes Rugare Gumbo, der damals Sekretär für Information und Öffentlichkeit war, Henry Hamadziripi, der damals Sekretär der Finanzen war, den damaligen Sekretär für Soziales, Kumbirai Kangai, und den Sekretär für Verwaltung, Mukudzei Mudzi.
Der Veteran James Chikerema, der mit Chitepo einer der Gründungsmitglieder der ZAPU war, bevor ZANU sich abspaltete, sagte:

„Ich kannte Chitepo viele Jahre. Er wurde von (Josiah) Tonogara und der Karanga Mafia ermordet.“

„Ich sah Tongara kurz nachdem Chitepo getötet worden war. Wir waren im Präsidialgebäude (in Lusaka) am Morgen des 18. März. Ich sagte ihm: »Du bist ein Mörder. Das wirst Du nie los werden.« Dann griff ich nach meiner Waffe, aber die sambische Polizei hielt mich fest und stoppte mich. Sonst wäre dort eine Schießerei gewesen.“

Oberstleutnant Ron Reid-Daly, kommandierender Offizier des Selous Scouts Regiments der rhodesischen Sicherheitskräfte, schreibt in seiner Autobiographie Die Legende der Selous Scouts, dass die rhodesische Central Intelligence Organization (CIO) unter Führung von Generaldirektor Ken Flower das Attentat auf Herbert Chitepo geplant hatten, einschließlich des Platzierens von Dokumenten, die ZANU-Mitglieder belasten.